# 愛する他に…
「愛する他に…」（あいするほかに）は、2004年11月3日にユニバーサルJから発売された宮地真緒の3枚目のシングル。

## 概要
- 作詞は秋元康。作曲は北野正人（当時「day after tomorrow」、現「ストロボ」メンバー）。北野はギターとコーラスを担当。
- 表題曲は五洲薬品「キレアウォーター」CMソング。CMでは宮地がセミヌードを披露し話題となった。ジャケットでもそれが再現されている。
- 前2作と比べ売上は芳しくなくオリコンチャート100位圏外となった。
- 本作を最後に宮地は歌手活動を行っていない。
- 前2作と異なりミュージック・ビデオ収録DVDの形態は本作では未発売。

## 収録曲
1. 愛する他に…
  - 作詞：秋元康　作曲：北野正人　編曲：tasuku
2. 愛する他に…（accoustic ver.）
  - 松本圭司のピアノと宮地のヴォーカルによるヴァージョン。
3. 愛する他に…（Instrumental）